# Обязанность защищать
«Обязанность защищать» (англ. The responsibility to protect (RtoP or R2P) — инициатива Организации объединённых наций (ООН), введённая в 2005 году. 
«Обязанность защищать» новая норма международного права, и состоит из нескольких принципов, объединённых идеей о том, что суверенитет является не привилегией, а обязанностью.  В соответствии с данной концепцией суверенитет не только предоставляет государствам право контролировать свои внутренние дела, но также налагает ответственность по защите людей, проживающих в пределах границ этих государств. В тех же случаях, когда государство не способно защитить людей — будь то из-за отсутствия возможностей, либо из-за отсутствия воли,— ответственность переходит к международному сообществу. «Обязанность защищать» фокусируется на предотвращении и прекращении следующих видов преступлений: геноцид, военные преступления, преступления против человечности, этнические чистки. Все эти виды преступлений объединяются единым термином — массовые преступные злодеяния (англ. Massive atrocities crimes).

## Принципы
Концепция основывается на трёх условиях:
1. Государство обязано защищать своё население от массовых злодеяний;
2. Международное сообщество обязано помогать государству, если оно не может осуществить такую защиту самостоятельно;
3. Если государство проваливает защиту или миротворческая операция проваливается, международное сообщество обязано вмешаться через принудительные меры, например, экономические санкции. Военная интервенция рассматривается лишь как крайняя и последняя мера.

## История
Концепция «обязанности защищать» впервые была предложена в научно-практический оборот в 2001 году в докладе Международной комиссии по вопросам вмешательства и государственного суверенитета, назначенной правительством Канады и состоящей из видных учёных, политических деятелей, дипломатов и представителей неправительственных организаций.
Предложенная концепция обязывает международное сообщество вмешиваться в дела других государств для предотвращения гуманитарных катастроф. Согласно докладу «национальные политические власти отвечают перед своими гражданами во внутриполитическом плане и перед международным сообществом – через ООН», более того представители государств несут ответственность за свои действия и «могут быть призваны к ответу как за свои поступки, так и за упущения». В понимании комиссии «обязанность защищать» обязывает не только государства, но и международное сообщество в целом. Так, первоначально обязанность защищать своих граждан лежит на государственных властях, однако в случае её невыполнения ответственность по защите ложится на всё мировое сообщество, действующее посредством ООН, даже если это потребует нарушения государственного суверенитета.
В то же время комиссия считает необходимым:
- установить чёткие правила, критерии и процедуры для определения необходимости вмешательства и способа его осуществления;
- определить правомерность военного вмешательства только после того, как все другие подходы не принесли успеха;
- обеспечить, чтобы военное вмешательство осуществлялось только в объявленных целях, было эффективным и при этом количество человеческих жертв и ущерба для государства было бы минимальным;
- стараться устранить причины конфликта, где это возможно.

Основные тезисы концепции нашли подтверждение в опубликованном в декабре 2004 г. докладе «Группы высокого уровня», созданной К. Аннаном в 2002 году. Данный доклад исходит из того, что «принцип невмешательства во внутренние дела не может использоваться для прикрытия актов геноцида или других злодеяний, таких, как широкомасштабные нарушения норм международного гуманитарного права или массовые этнические чистки, которые могут обоснованно рассматриваться как угроза международной безопасности и в силу этого считаться основанием для принятия мер Советом Безопасности». Одновременно в докладе подчёркивается, что речь не идёт  о «праве какого-либо государства вмешиваться», а об «обязанности защищать», лежащей на каждом государстве, и только в тех случаях, когда они не могут или не желают обеспечить такую защиту, ответственность за это должно взять на себя международное сообщество и эта обязанность предусматривает принятие целой серии мер, включая превентивные меры. «Группа высокого уровня» отмечает, что вопрос о применении силы должен решаться только Советом Безопасности ООН.
В сентябре 2005 г. в ходе Всемирного саммита Организации Объединенных Наций все государства-члены официально признали принцип «обязанности защищать». Впоследствии Совет Безопасности подтвердил положения пунктов 138 и 139 Итогового документа Саммита в пункте 4 резолюции 1674 (2006) по вопросу о защите гражданского населения в условиях вооружённого конфликта.
Дальнейшее развитие концепция получила в докладе Генерального секретаря ООН Генеральной Ассамблее 2009 г. «Выполнение обязанности защищать». Доклад посвящён проблеме внесения ясности в концепцию, определения её точного характера и содержания, а также роли ООН в её осуществлении.
Однако дискуссии по поводу концепции всё ещё ведутся. Так международное сообщество всё ещё не пришло к консенсусу относительно необходимости закрепления концепции в Уставе ООН и тем самым внесения в него поправок относительно того, какие ситуации являются правомерным основанием для международного вмешательства. По мнению доцента К.Л. Сазоновой, концепция существует лишь в виде «каркаса», не имеющего под собой универсального правового наполнения.

### The Global Centre for the Responsibility to Protect
The Global Centre for the Responsibility to Protect (GCR2P) — международная неправительственная организация, которая проводит исследования и общественные кампании в защиту принципа «ответственности за защиту». Штаб-квартира Центра расположена на территории Городского университета Нью-Йорка и дополнительный офис в Женеве.

### Комментарии
1. ↑  Доцент Российской академии народного хозяйства и государственной службы при Президенте Российской Федерации

### Сноски
1. ↑  Уроки Руанды (Публикация ООН). Дата обращения: 4 июня 2012. Архивировано 25 июня 2012 года.
2. 1 2 3  Доклад Комиссии ООН по вмешательству и суверенитету (на русск. яз.). Дата обращения: 1 февраля 2012. Архивировано из оригинала 20 декабря 2013 года.
3. ↑  Более безопасный мир: наша общая ответственность: Доклад Группы высокого уровня по угрозам, вызовам и переменам A/59/565, 2 дек. 2004 г. Дата обращения: 26 ноября 2012. Архивировано 23 января 2007 года.
4. ↑  Итоговый документ Всемирного саммита 2005 г.: резолюция  Генеральной Ассамблеи ООН A/RES/60/1 (2005), 24 окт. 2005 г. Дата обращения: 26 ноября 2012. Архивировано из оригинала 16 июля 2015 года.
5. ↑  Резолюция Совета Безопасности ООН 1674, 28 апр. 2006 г. Дата обращения: 26 ноября 2012. Архивировано 31 июля 2012 года.
6. ↑  Выполнение обязанности защищать: Доклад Генерального секретаря ООН A/63/677, 12 янв. 2009 г. Дата обращения: 26 ноября 2012. Архивировано из оригинала 16 июля 2015 года.
7. ↑  Сазонова Кира Львовна Концепция «Ответственность за защиту» в миротворческой деятельности ООН. Дата обращения: 26 ноября 2012. Архивировано 16 мая 2013 года.
8. ↑  About Us, Global Centre for the Responsibility to Protect. Дата обращения: 26 сентября 2021. Архивировано 6 октября 2014 года.